# Solitär (Architektur)

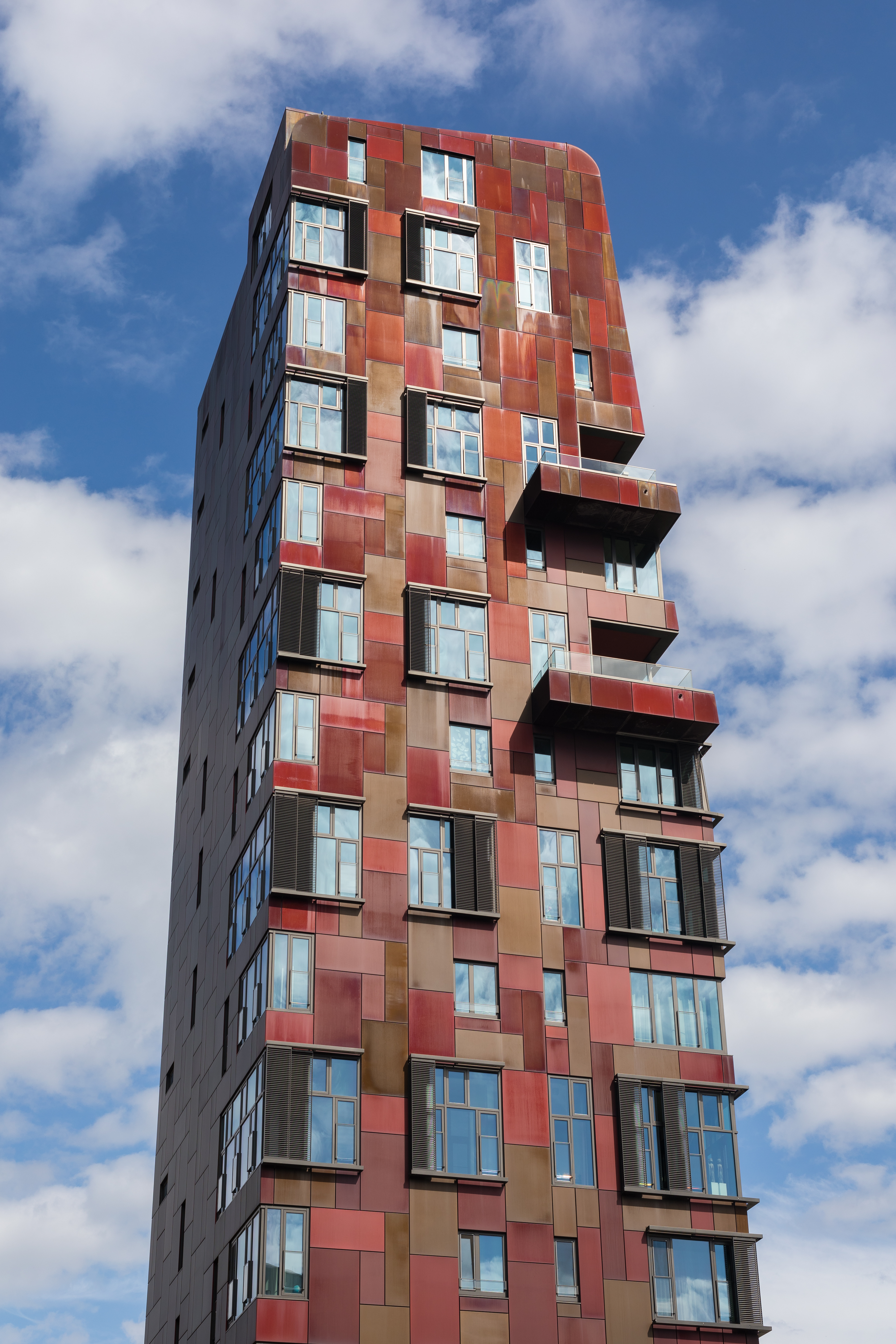
Solitär in der Hamburger HafenCity

Als Solitär (von französisch solitaire ‚einsam‘) bezeichnet man in der Architektur und im Städtebau ein frei stehendes Gebäude, dessen Seiten alle sichtbar sind. Er steht allein im Gelände oder hat eine nicht geringe Distanz zu seinen Nachbarn. Der Begriff umfasst eine große Bandbreite unterschiedlicher Bauwerke von der Villa über die Burg und die Kirche bis zum Hochhaus, die aufgrund ihrer besonderen Lage die Notwendigkeit zur allseitigen Gestaltung vereint, dabei aber sehr große Freiheit, etwa bezüglich ihres Grundrisses, ihrer Größe und des verwendeten Materials. Nur gelegentlich findet sich der für Gebäude weniger treffende und als Fachterminus eher unübliche Begriff Solist (von lateinisch solus ‚allein‘).
Aufgrund des Flächenverbrauches kommen Solitäre in der dichten Besiedlung von Städten nur für besondere, oftmals öffentliche Bauten in Frage.
Solitäre Bauten gibt es seit dem Altertum. Dazu gehören ein Pharaonen-Palast ebenso wie „Türme, Burgen und Landhäuser“ sowie „seit der Renaissance (…) die Villa“ oder in der Neuzeit ein freistehendes öffentliches Rathaus.
In verschiedenen Bauepochen waren Solitäre unterschiedlich in der Umgebung eingegliedert, etwa durch die Platzierung auf den Symmetrieachsen eines großen Platzes, unter Seitenflügeln oder kleineren begleitenden Gebäuden oder auch frei unter Grünanlagen. Le Corbusier zum Beispiel „verankerte seine Gebäude nicht mehr im Boden, sondern ließ sie gleichsam, auf Pfeiler gestützt, über den Grund schweben, ohne Bezug zu ihrem städtischen Kontext. Er verwandelte die Bauten in freistehende Solitäre, die von allen Seiten wahrnehmbar und von einem ‚fließenden‘ Grünraum ‚umspült‘ sind.“